# Cassiopea
Cassiopea é um gênero de água-viva da classe Scyphozoa, portanto considerada uma água-viva verdadeira. É pertencente à família Cassiopeidae.

## Ecologia
São encontradas em áreas costeiras quentes ao redor do mundo, como no Caribe e na Micronésia. Essa medusa comumente vive de cabeça para baixo no fundo, o que resultou em seu nome popular de "água-viva de ponta cabeça".
Possuem algas microscópicas em seus tecidos, um protista dinoflagelado, que fazem fotossíntese e produzem alimento necessário para o animal. Também se alimenta de pequenos animais encontrados no sedimento marinho.
A espécie Cassiopea andromeda é originária do Mar Vermelho, mas já foi identificada como invasora no Mar Mediterrâneo, sendo uma das primeiras espécies a migrar através da abertura do Canal de Suez, e vem expandindo seu território na região. Seus pólipos foram encontrados no litoral brasileiro em 1999 pelo Centro de Biologia Marinha da Universidade de São Paulo, mas a espécie pode já estar no Brasil há centenas de anos. Existe o risco de se tornar uma espécie invasora caso se adapte ao ambiente brasileiro, mas sua mobilidade reduzida provavelmente diminui os danos ao meio ambiente e aos humanos.

## Aquarismo
Por seu hábito bentônico, são mais fáceis de serem criadas em aquários. Enquanto águas-vivas pelágicas exigem aquários redondos, sem cantos, para facilitar sua circulação, as Cassiopea podem ser mais facilmente criadas em aquários marinhos. No entanto, exigem iluminação adequada para realizar fotossíntese.